# Seog-Jeong Lee
Seog-Jeong Lee (Seúl, 1955) es una arquitecta sudcoreana.
Lee estudió Ingeniería Arquitectónica en la Universidad de Hanyang (diplomada en 1979, máster en 1981) y Diseño Urbano en la Universidad de Stuttgart (1982-1988), donde se doctoró en 1995. En su actividad académica, ha sido profesora de Hanyang, Stuttgart y en la Universidad Nacional de Seúl.
Su carrera profesional se ha dedicado principalmente a la planificación urbana. Así en 1997 diseñó la revitalización de la Banhofstraße en Esslingen-am-Neckar, en 2004 redactó las normas básicas de construcción de la ciudad nueva de Lijiang, en 2009 participó en la reconversión de la zona industrial de Dudelange, y también ha desarrollado proyectos en Gangseo (Seúl, 2009), Hof (2009), Kaohsiung (2011) y Taif (2013).